# 1181 Lilith
Lilith (asteróide 1181) é um asteróide da cintura principal, a 2,1470446 UA. Possui uma excentricidade de 0,1949764 e um período orbital de 1 590,88 dias (4,36 anos).
Lilith tem uma velocidade orbital média de 18,23797084 km/s e uma inclinação de 5,59466º.
Esse asteróide foi descoberto em 11 de Fevereiro de 1927 por Benjamin Jekhowsky.